# Sultan sa Barongis

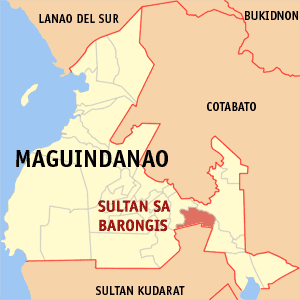
Bản đồ Maguindanao với vị trí của Sultan sa Barongis

Sultan sa Barongis là một đô thị hạng 4 ở tỉnh Maguindanao, Philippines. Theo điều tra dân số năm 2000 của Philipin, đô thị này có dân số 34.709 người trong 6.426 hộ.

## Các đơn vị hành chính
Sultan sa Barongis được chia ra 12 barangay.
- Angkayamat
- Barurao
- Bulod
- Darampua
- Gadungan
- Kulambog
- Langgapanan
- Masulot
- Papakan
- Tugal
- Tukanakuden
- Paldong